# Deutsches Meisterschaftsrudern 1920
Das 33. Deutsche Meisterschaftsrudern wurde 1920 in Berlin ausgetragen. Es war die erste Austragung nach dem Ersten Weltkrieg. Im Gegensatz zur letzten Austragung wurde der Vierer mit Steuermann aus dem Meisterschaftsprogramm gestrichen. Somit wurden Medaillen in fünf Bootsklassen vergeben.

## Medaillengewinner
| Bootsklasse            | Gold | Silber | Bronze |
| ---------------------- | --- | --- | --- |
| Einer                  | Roland Brandis (Der Hamburger RC) | Jean Borck (Frankfurter RG Oberrad) | Kurt Planitzer (Kasteler RG von 1880) |
| Doppelzweier           | RG Wiking Berlin Wenzel Joesten Carl Leux | keine weiteren Boote am Start | keine weiteren Boote am Start |
| Zweier ohne Steuermann | Berliner RV von 1876 Otto Liebing Paul Graun | keine weiteren Boote in der Wertung | keine weiteren Boote in der Wertung |
| Vierer ohne Steuermann | RG Hansa Franz Puls Walter Winistörfer Walter Reinhold Heinrich Deichmann                                                                                | Mannheimer RV Amicitia Willi Reichardt Wilhelm Reichert Manfred Wissing Fritz Hüblein                                                  | Berliner RC Erich Renz Gustav Brantin Carl Haas Friedrich Weber                                                                           |
| Achter                 | RG Hansa Robert Böse Harry Elvers Franz Puls Werner Heick Peter Simonsen Walter Winistörfer Walter Reinhold Heinrich Deichmann Hans-Joachim Kiehn (Stm.) | Berliner RC Erich Renz Paul Mölter Erich Pornitz Bernhard Thomsen Gustav Brantin Friedrich Weber Carl Haas Karl Kloß Oscar Meyn (Stm.) | WSV Düsseldorf RG Hans Müller Rainer Raunitschke R. Angst F. Mengelberg H. Tholen Erich Bünger H. Schwietzke R. Marx Paul Krischer (Stm.) |